# Saxeten
Saxeten est une commune suisse du canton de Berne, située dans l'arrondissement administratif d'Interlaken-Oberhasli. Le sommet du Morgenberghorn est un tripoint géographique entre les communes de Aeschi bei Spiez, Saxeten et Leissigen.

## Transport
- Autoroute A8